# Carl Theodor Severin

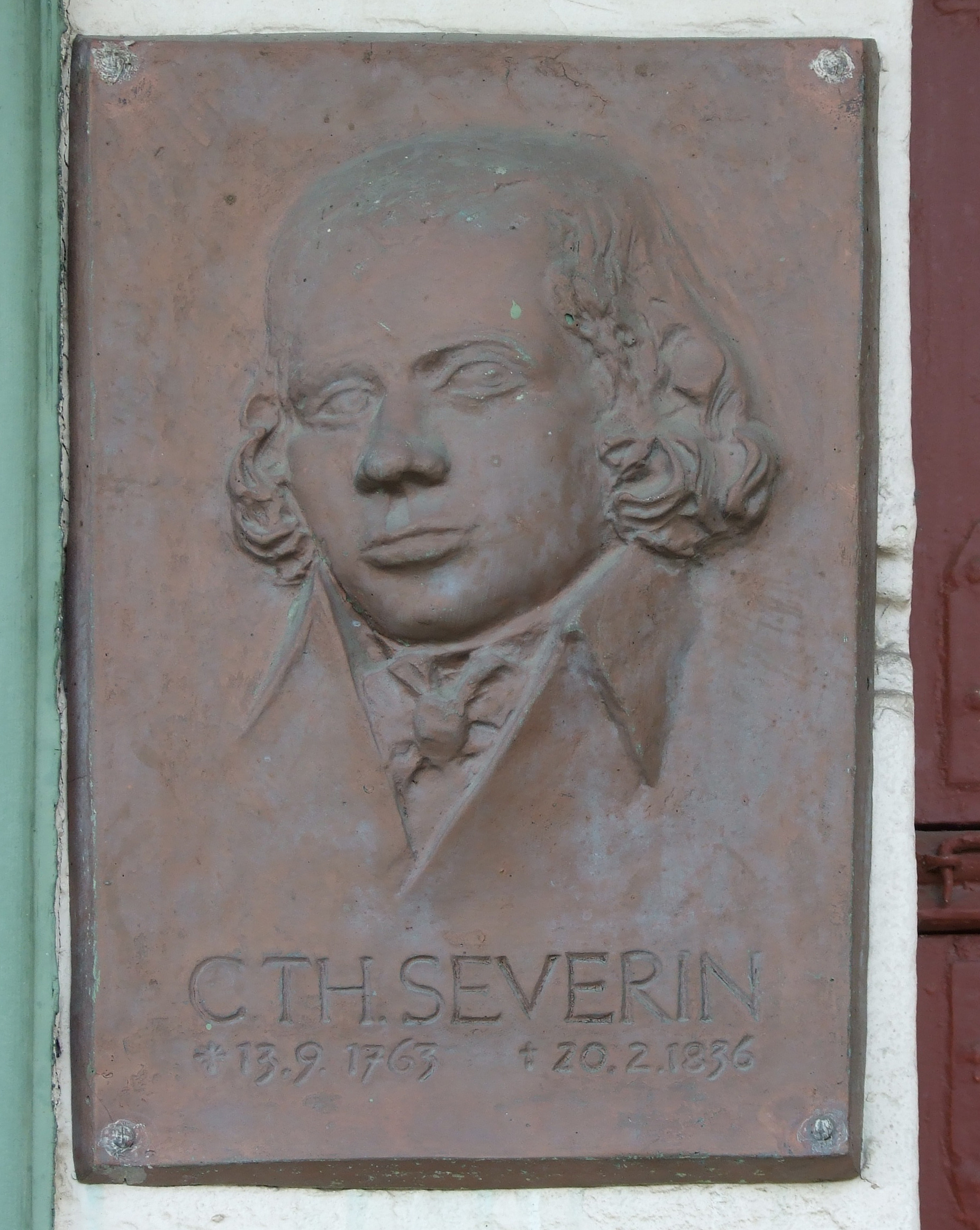
Tafel an Severins Wohnhaus in Bad Doberan

Carl Theodor Severin (* 13. September 1763 in Mengeringhausen; † 20. Februar 1836 in Doberan) war ein deutscher Architekt. Er gilt als bedeutendster Vertreter des Klassizismus in Mecklenburg.

## Leben

### Herkunft und Familie
Carl Theodor Severin entstammte einer bürgerlichen Familie Severin, die in Bochum im 16. Jahrhundert ihren Anfang nimmt. Er wurde als erstes Kind des waldeckischen Regierungs- und Konsistorialrates Theodor Severin (1733–1797) und dessen Ehefrau Christina Eleonore Henrietta Becker (1744–1802) geboren. Ludwig Severin (1776–1832) war sein Bruder, Ludwig Severin (1811–1867) sein Neffe und Emanuel Severin (1842–1907) sein Großneffe. Ein weiterer gleichnamiger Neffe Carl Theodor Severin (1789–1872) folgte ihm im Amt des mecklenburgischen Landbaumeisters nach.
1810 heiratete er Marie Eleonore Magdalena, geborene Bollow (1779–1827). Das Ehepaar hatte drei Töchter und zwei Söhne.

### Werdegang
Über seine Ausbildung zum Baumeister und Architekten ist nichts bekannt. Seit 1789 war Severin in Mecklenburg ansässig.
1795 wurde ihm das Amt als Bauconducteur angetragen, das zu dieser Zeit Johann Christoph Heinrich von Seydewitz innehatte. Severin sollte diesem bis zu dessen Pensionierung 1796 assistieren. Da Seydewitz länger im Amt verblieb, wurde Severin 1795 zuerst Kammer-Ingenieur ohne Gehalt im Schweriner Kammerkollegium, im November 1795 bekam er die Stelle des „Bau-Conducteurs zu den hiesigen Hof- und Stadtbauten“. 1799 baute er das Gut Nustrow um, das sich damals erst seit wenigen Jahren im Besitz der von Schack befand. 1801 wurde Severin erstmals während der Bauarbeiten zum Aufbau der Sommerresidenz des Herzoglichen [ab 1815: Großherzoglichen] Sommersitzes Heiligendamm-Doberan eingesetzt. Zusammen mit Seydewitz wurde in Doberan das Salongebäude am Kamp errichtet. Durch diese Arbeit wurde Friedrich Franz I. auf ihn aufmerksam und betraute Severin mit weitreichenden Arbeiten zum Ausbau des Seebades Heiligendamm und zur Neugestaltung des Ortes Doberan.
1803 baute Carl Theodor Severin am Heiligen Damm eine Herrenbadeanstalt und einen Anbau des Badehauses, 1804 die Konversationsrotunde und 1807 den Aussichtsturm. Fast alle diese Gebäude sind nicht mehr erhalten.
Zu seinen ersten Bauten in Doberan zählte das Schauspielhaus, das er 1805/1806 baute. Es folgten in den Jahren von 1806 bis 1809 das herzogliche Palais und 1808 ein Pavillon auf dem Kamp. Im April 1809 erfolgte die Ernennung Severins zum Landbaumeister. Er war damit für die Ämter Buckow, Doberan, Ribnitz, Rühn, Toitenwinkel und Schwaan zuständig. Schwerpunkt seiner Arbeiten war weiterhin der Ausbau von Heiligendamm und Doberan, weswegen er 1810 auch nach Doberan umsiedelte und ein Haus baute.

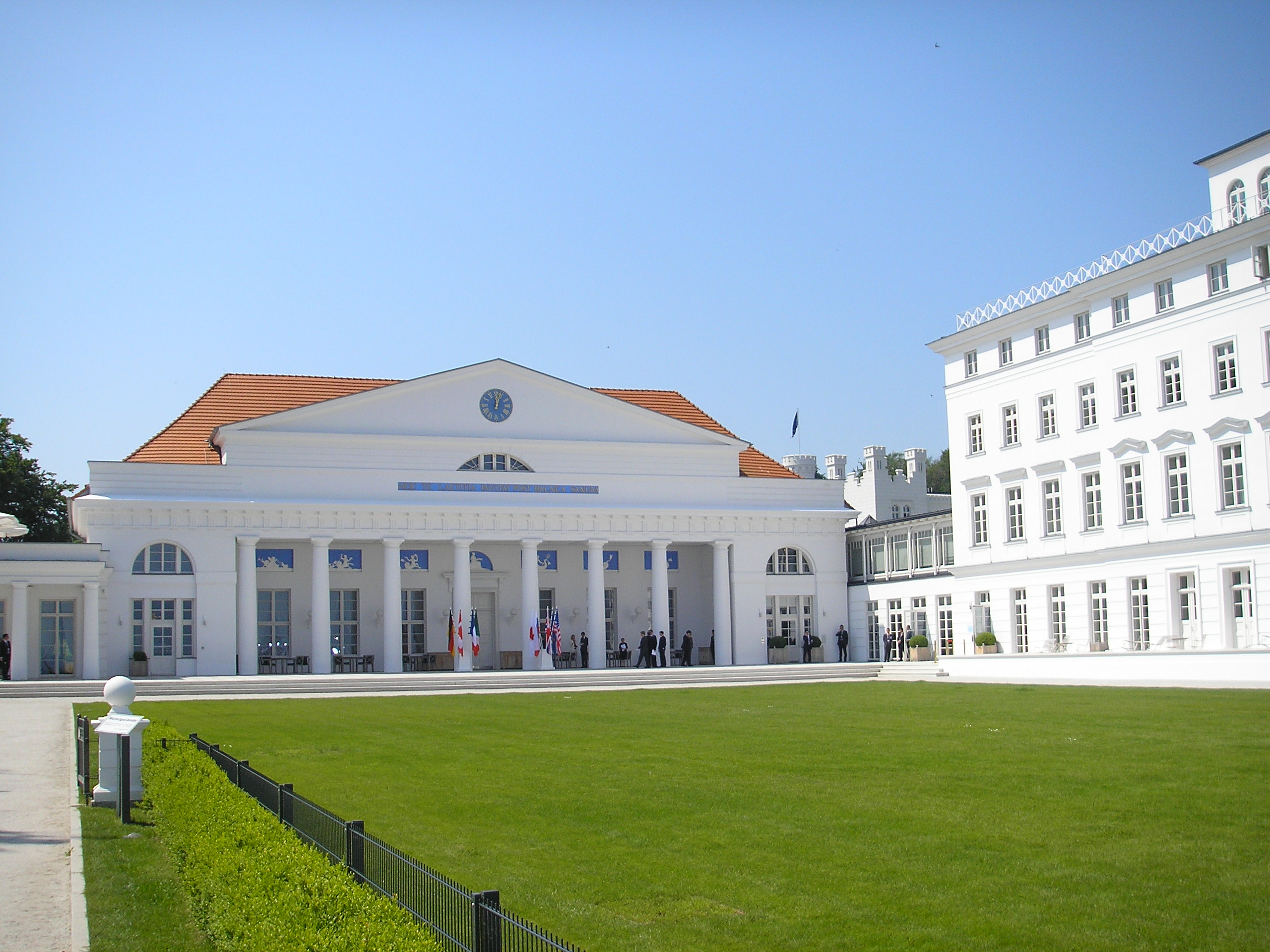
Kurhaus Heiligendamm 2007

Mit einigen Schwierigkeiten wurden in den Jahren 1810 bis 1813 auf dem Kamp weitere Verkaufspavillons und der Große Pavillon als Musikpavillon gebaut.
1814 erhielt Severin den Auftrag, in Heiligendamm ein repräsentatives Gebäude als Gesellschafts-, Tanz- und Speisehaus zu bauen. Heute ist dieses 1817 fertiggestellte Gebäude das Kurhaus und Bestandteil eines Hotelkomplexes.
Carl Theodor Severin wurde im März 1819 zum Oberlandbaumeister ernannt.
Zu seinen letzten Arbeiten in Doberan gehörten der Anbau an das Salongebäude am Kamp von 1819 bis 1821 und das Stahlbad, das 1825 fertiggestellt wurde. Das südlich des Kamps gelegene Wohnhaus Severins tauschte dieser auf den Wunsch des Großherzogs hin, der hier ein Palais für den Erbprinzen errichten wollte, gegen ein Baugrundstück direkt gegenüber an derselben Straße und errichtete hier 1823/1824 ein palaisartiges, repräsentatives Gebäude. Dieses Haus wird heute als Haus Gottesfrieden bezeichnet.
Neben der dominierenden Architektur des Klassizismus verwendete Severin bei seinen Pracht- und Kurbauten auch exotische Motive der chinesischen Baukunst (Chinoiserie). Ihm ist es zu verdanken, dass Bad Doberan heute zu den wenigen Orten mit einem einheitlichen klassizistischen Gesamtbild zählt.
1835 trat er in den Ruhestand und verstarb 1836 in (Bad) Doberan.

## Wichtige Projekte und Bauten

### In (Bad) Doberan

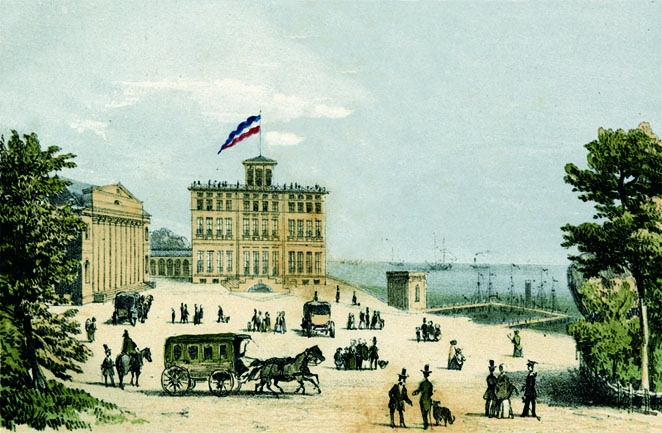
Salon und Badehaus in Heiligendamm (um 1841)

- 1808–1809: Kleiner Pavillon auf dem Kamp
- 1806–1809: (Groß-) Herzogliches Palais
- 1801–1802: (Groß-) Herzogliches Salongebäude
- 1810–1813: Großer Pavillon
- 1810–1813: Kleines Palais
- 1821–1822: Prinzenpalais
- 1823–1824: Haus Gottesfrieden
- 1825: Stahlbad

### In anderen Orten
- 1814–1816: Gesellschafts-, Tanz- und Speisehaus (heute Kurhaus) in Heiligendamm
- 1822: Neubau des Gutshauses in Körchow
- 1823: Neue Wache in Rostock
- 1830: Gut Nustrow (zugeschrieben)